# メアリー・グッド
メアリー・グッド（Mary Lowe Good、1931年6月20日 - 2019年11月20日）は、アメリカ合衆国の無機化学者であり、政府機関で研究を行った。

## 生涯
アーカンソー中央大学で学士号を取り、1955年にアーカンソー大学で博士号を取った。1980年、彼女はジミー・カーター大統領からアメリカ国立科学財団の国家科学委員会のメンバーに指名され、1986年にはロナルド・レーガン大統領から再度指名された。ジョージ・W・ブッシュ大統領は、大統領科学技術諮問委員会の委員に彼女を指名した。1993年からはビル・クリントン政権下のアメリカ商務省で次官を務めた。1997年から2011年までアーカンソー大学リトルロック校教授。　

## 受賞
- 1969年 - アグネス・フェイ・モルガン研究賞(Agnes Fay Morgan Research Award)
- 1973年 - ガルバン・オリーン賞(Garvan–Olin Medal)
- 1983年 - アメリカ化学者協会ゴールドメダル
- 1991年 - IRIメダル
- 1996年 - グレン・T・シーボーグ・メダル
- 1997年 - プリーストリー賞
- 1998年 - フィリップ・アベルソン賞
- 2000年 - ハインツ賞(Heinz Awards)
- 2004年 - ヴァネヴァー・ブッシュ賞

その他、多くの賞を受賞している。